# شاشي كابور
شاشي كابور (بالهندية: शशि कपूर)‏، (مواليد 18 مارس، 1938 في كالكتا - 4 ديسمبر 2017) واسمه الحقيقي بالبير راج كابور، هو ممثل أفلام هندي مشهور ومنتج وأحد أفراد عائلة كابور الشهيرة، وهي عائلة مؤثرة في سينما بوليوود. وهو الشقيق الأصغر لراج كابور وشاماي كابور، ابن بريثفيراج كابور، أرمل جنيفر كندال، ووالد كاران كابور، وكانال كابور، وسانجانا كابور. وهو لا زال مذكورا لمشاركته في العديد من أفلام الآكشن، بما في ذلك تلك التي قام ببطولة مع أميتاب باتشان، مثل ديوار، هل اور هل بانش ونامك حلال. وقد شارك شاشي في 116 فيلم، وحاصل على جائزة بادما شري من الحكومة الهندية سنة 2011.

## حياته الوظيفية

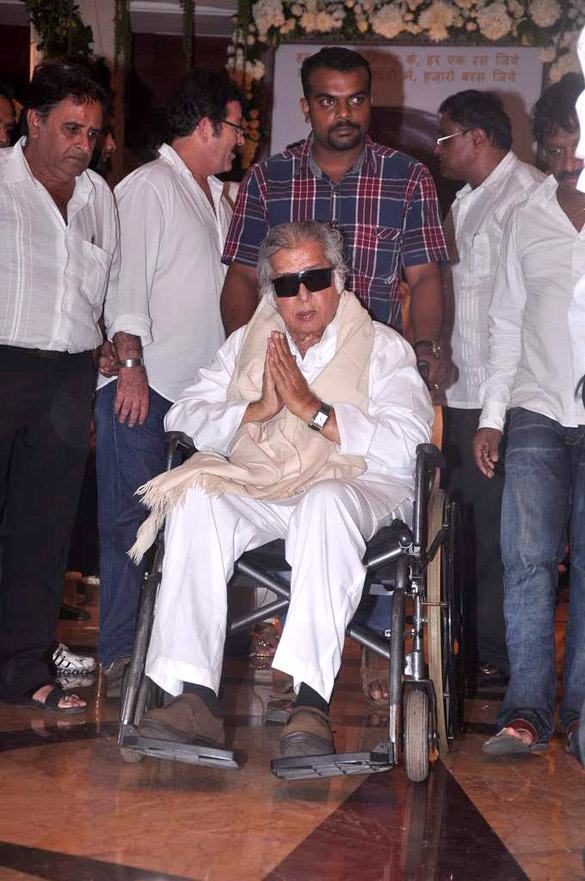
صورة لشاشي كابور

بدأ شاشي كابور التمثيل في الأفلام وهو طفل في مطلع عام 1940 ولقد ظهر في أفلام اسورة لشاشي طورية عدة. وكانت أفضل عروضه شهرة هي آج في عام (1948) وآوراه في عام (1951) حيث لعب دور الفتى الصغير أو المراهق من الشخصيات التي لعبها أخيه الأكبر راج كابور.
انه لأول مرة باعتباره رجلا قياديا في عام 1961 ياش شوبرا في فيلم دارمابوترا، فقد ظهر في أكثر من 100 فيلما. كان الممثل الشعبي جدا في بوليوود خلال 1960s، 1970s وفي 1980s في وقت مبكر مع أفلامه الشهيرة تشمل وقت و(1965)، سيارات رياضيه (1975)، كابي رابهي (1976)، تريشول (1978)، ساتيام البدر سوندارام (1978)، كالا باتهار (1979)، شان (1980) ونامك حلال (1982). في معظم أفلامه الناجحة في 1970s وومطلع 1980s كان يشارك في بطولة إلى جانب اميتاب باتشان.
كما أنه كان يعرف دوليا للبطولة في افلام اميركية وبريطانية عديدة أبرزها تاجر العاج الإنتاج، ولاه شكسبير (1965)، بومباي اسلكي (1970) والحرارة والغبار (1982) والذي يشارك في بطولته مع زوجته جنيفر كندال. انه كما يبدو في الأفلام الأمريكية والبريطانية الأخرى مثل بريتي بولي (1967)، سيدهارتا (1972) وسامي وروزي (1987).
في عام 1980 أقام له بيت الإنتاج والسينما فيلم فالاس، الذي أنتج فيلما نقديا المشهود مثل كاليج (1981)، 36 شورنيجي لين (1981) وتعزية (1984). في عام 1991 أنتج وأخرج فيلم الخيال بعنوان أجوبا الذي كان شريكه المتكرر للنجم اميتاب باتشان، وابن أخ ريشي كابور في الصدارة.
كان آخر وأحدث فيلم مظاهر كانوا في جناح (1998)، وهو عن قصة حياة من محمد علي جناح الذي كان على الراوي وآخر تاجر - العاج الإنتاج بعنوان الشوارع الجانبية (1998). لديه الآن تقاعد من صناعة السينما ولا يظهر في أي فيلم منذ ذلك الحين. انه لم يشاهد في تسليط الضوء على «شاشي كابور السينمائية» التي عقدت في مسقط، عمان (أيلول 2007). انه فقد قدرا كبيرا من وزنه وبدا في صحة جيدة.

## الحياة الشخصية

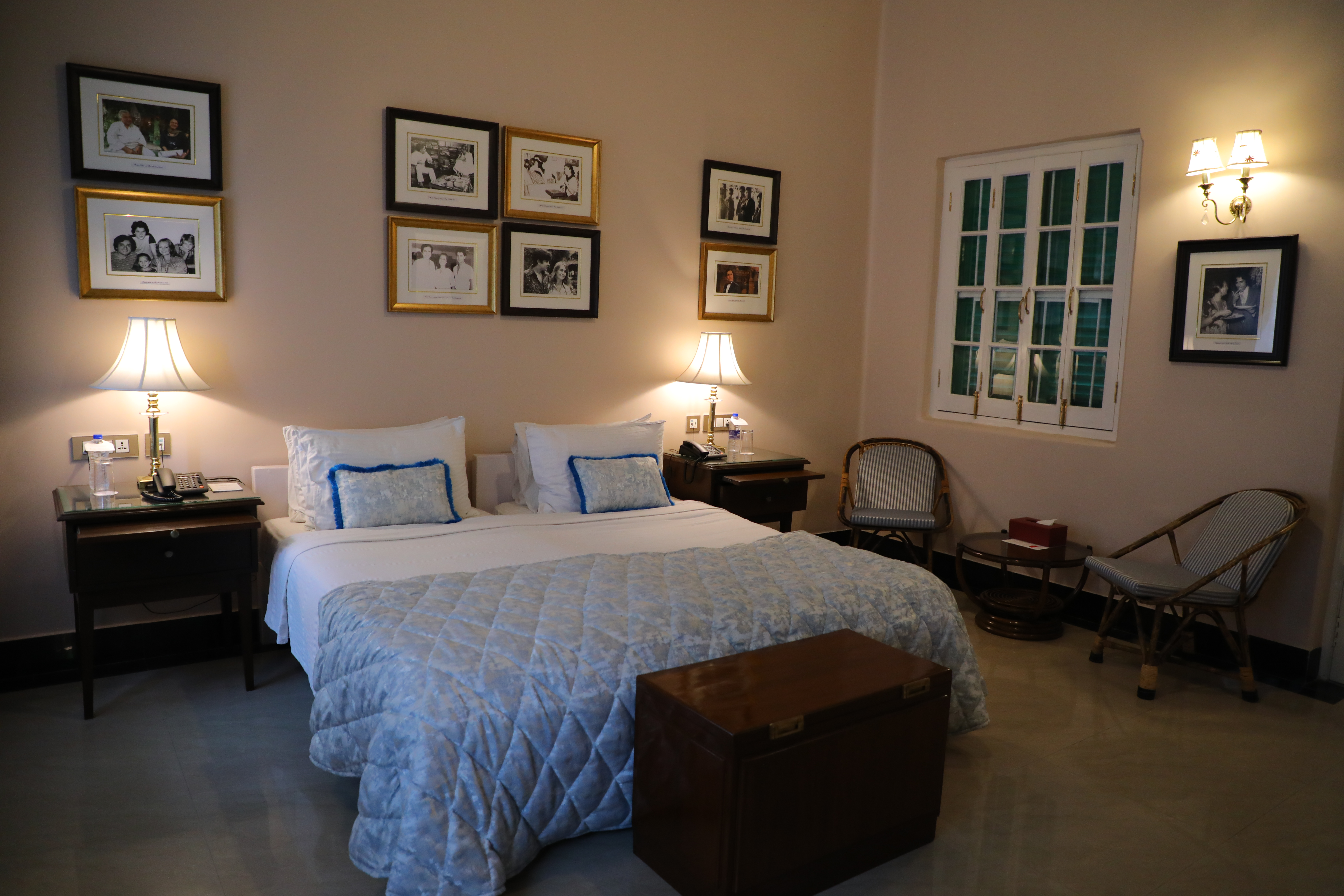
غرفة شاشي كابور

درس في مدرسة دون بوسكو الثانوية في ماتونجا، وبومباي. في يوليو عام 1958، تزوج من الممثلة البريطانية جنيفر كندال حيث شاركا بالتمثيل في عدد من الأفلام معًا، وعلى الأخص في إنتاجات تاجر العاج. لديه ثلاثة أطفال مع كندال؛ كاران كابور، كانال كابور وسان جانا كابور كل منهم لفترة وجيزة أصبحوا ممثلين. كندال توفيت بالسرطان في عام 1984.
ابنه كنال متزوج من بنت المخرج راميش سيبي وسان جانا متزوجة من مقدم البرنامج عن الحفظ والحياة البرية فالميل ثابار.

## جوائز
- 1965: BFJA جائزة أفضل ممثلعن فيلم لجاب جاب فول كيلي.
- 1975: فلم فير جائزة أفضل فيلم لديوار
- 1986: جوائز السينما القومية لأحسن ممثل لنيو دلهي تايمز
- 1988: BFJA جائزة أفضل ممثل لنيو دلهي تايمز.
- 1994: جائزة الفيلم الوطني -- جائزة لجنة التحكيم الخاصة / تنويه خاص (فيلم روائي)  محافظ .
- 2009: جائزة إنجاز العمر في 7th بيون المهرجان السينمائي الدولي (بيف).[4]

## أفلام مختارة

### ممثل
- الحريق (1948) كيوال الصغير
- المتشرد (1951) راج الصغير
- دهاررامبوترا (1961)... ديليب راي
- رب (1963)... كيمو
- وقت و(1965)... فيجاي كومار
- شكسبير الولاة (1965)... سانجو
- جاب جاب فوول كيلي (1965)... مسرات
- آم سام 1967)
- جميلة بولي (1967)... آماذ
- حسينه معن جييجي (1968)... راكيش / كمال (الدور المزدوج)
- بيار كا موسام (1969)... سوندر
- بومباي اسلكي (1970)... فيكرام
- شارميلي (1971)... اجيت كابور
- سيدهارثا (1972)... سيدهارثا
- تعال وضمني (1973)... كيمو
- روتي كابدا اور مكان (1974)... موهان بابو
- تشور مايكا شور (1974)... فيجاي شارما
- 5 بنادق (1975)... قاطعة طريق التوثيق والنشر
- سيارات رياضيه (1975)... رافي فيرما
- كابي كاهبي كابي راهبي/0} (1976)... فيجاي خانا
- أيمان دارام (1977)... موهان كومار ساكسينا
- تريشول (1978)... شيخار غوبتا
- ساتيام البدر سوندارام (1978)... رانجيف
- جنون (1978)... جاويد خان
- سواج (1979)... كيشن كابور
- كالا باتهار (1979)... رافي مالهوترا
- كرودهي (1981).....مشمس جيل من فانكوفر
- كاليوج (1980)... كاران سينغ
- هل تفعل اور بانش (1980)... سونيل / لاشمان
- شآن (1980)... رافي كومار
- كرانتي (1981)... شاكتي
- باب السلسلة (1981)... شيخار مالهوترا
- باسيرا (1981)... بالراج كولي
- فيجتا (1982)... نيهال
- نامك حلال (1982)... رجا
- سوال (1982)... رافي
- الحرارة والغبار (1982)... نوب (وفي قصر في ختم)
- نيو دلهي تايمز (1986)... فيكاس باندي
- ئي كيه الرئيسية اور إيك تو "(1986)....
- ايزام ايزام/0} (1986)... رانجيت سينغ
- سامي وروزي ضاجع (1987)... رافي الرحمن
- Pyaar كي جيت (1987)... الدكتور عبد الرحمن
- ايجازت (1987)... المظهر الخاص
- والمخادعون (1988)... شاندرا سينغ
- اكيلا (1991)... مفوض الشرطة
- في الحضانة (1993)... نور
- رحلات جاليفر (1996)... رجا
- جناح (1998)... الراوي
- الشوارع الجانبية (1998)... فيكرام راج

### منتج
- جنون (1978)
- كايلوج (1980)
- 36 شورنيجي لين (1981)
- فيجتا (1982)
- تعزية (1984)
- أجوبا (1991)
- رامان (1993)

### مخرج
- مانورانجان (1974) (مساعد مدير)
- أجوبا (1991)

## أعماله
- شاشي كابور ويعرض بريثفي ولاه، من شاشي كابور، ديبا جالوت، بريثفى مسرح (بومباي، الهند). رولي الكتب، 2004. ردمك 8174363483.

## لمزيد من المعلومات، انظر
- وKapoors : الأسرة الأولى في السينما الهندي، من مادو جاين. البطريق، فايكنغ، 2005. ردمك 0670058378.

## روابط إضافية
- شاشي كابور على موقع IMDb (الإنجليزية)
- شاشي كابور على موقع روتن توميتوز (الإنجليزية)
- شاشي كابور على موقع ألو سيني (الفرنسية)
- شاشي كابور على موقع أول موفي (الإنجليزية)
- شاشي كابور على موقع قاعدة بيانات الأفلام السويدية (السويدية)
- شاشي كابور على موقع إن إن دي بي (الإنجليزية)
- شاشي كابور على موقع ديسكوغز (الإنجليزية)
- شاشي كابور على موقع قاعدة بيانات الفيلم (الإنجليزية)
- شاشي كابور على موقع كينوبويسك (الروسية)